# Dalila Di Lazzaro
Dalila Di Lazzaro es una modelo, actriz y escritora italiana nacida en Údine el 29 de enero de 1953. 

## Biografía
Di Lazzaro, madre soltera a los dieciséis años, comenzó para mantener a su hijo una carrera como modelo y fue objeto de fotógrafos famosos como Andy Warhol, luego se ganó la atención de los periódicos sensacionalistas como una supuesta pariente de Sophia Loren y hasta una potencial rival en amor por Carlo Ponti.
Entre mediados de la década de 1970 y principios de 1980 Di Lazzaro trabajó en películas notables con directores como Alberto Lattuada, Luigi Comencini, Florestano Vancini, Alberto Sordi, Dario Argento, Klaus Kinski y Jacques Deray, y luego se centró principalmente en la televisión. Era elegida sobre todo para papeles de mujer fatal, por su belleza de rasgos altivos. En 1983 rechazó el papel de Domino, más tarde interpretada por Kim Basinger, en Nunca digas nunca jamás. En 1986, colaboró en la publicidad de un colirio.
En 1991 sufrió una terrible tragedia con la muerte de su hijo Christian en un accidente de tráfico, con tan solo veintidós años. En los años siguientes también sufrirá dolor crónico, a raíz de un accidente de moto provocado por un agujero en una calle de Roma que le provocó fractura de la vértebra atlas, obligándola a permanecer inmóvil en cama, convaleciente durante mucho tiempo, provocando un largo parón en su carrera como actriz.
En 2006 publicó su primera autobiografía, titulada Mi cielo, seguida de la segunda, El ángel de mi vida. Pequeños milagros a mi alrededor (2008) dedicada a su hijo Christian. Su novela Una donna lo sa (2014), trata sobre la condición de la mujer a la luz de recientes episodios de violencia contra la mujer. En 2017 publicó La vida es así, una novela donde enfrenta pasiones y virtudes para salir de la crisis.
Nuevamente como actriz, en 2013 participó en L'ultima ruota dil carro, interpretando a una rica dama veneciana, y en la serie televisiva Rodolfo Valentino: la leggenda (2014), trasmitida por Canale 5, interpretó a otra aristócrata. Durante la Semana de la Moda de Milán 2011, fue nombrada jefa de los llamados "centinelas antianorexia", con el objetivo de controlar a las modelos y notificar casos patológicos o de riesgo al departamento de salud de Milán.

## Filmografía seleccionada
- 1967: En el oeste se puede hacer... amigo
- 1972: Frankenstein '80
- 1973: Carne para Frankenstein
- 1974: Il bestione
- 1976: Oh, Serafina!
- 1977: La chica del pijama amarillo
- 1977: La casa de los desmadres
- 1979: Un dramma borghese
- 1980: Il bandito dagli occhi azzurri
- 1980: El derecho a matar
- 1980: Eugenio, un niño sin amor
- 1980: Stark System
- 1984: Tutti dentro
- 1984: Phenomena
- 1989: Kinski Paganini
- 2013: L'ultima ruota del carro